# 水城駅
水城駅（みずきえき）は、福岡県大野城市下大利三丁目にある、九州旅客鉄道（JR九州）鹿児島本線の駅である。駅番号はJB06。

## 歴史

### 年表
- 1913年（大正2年）9月21日：鉄道院の駅として開設[2]。
- 1984年（昭和59年）2月1日：荷物扱い廃止[2]。
- 1987年（昭和62年）4月1日：国鉄分割民営化によりJR九州が継承[2]。
- 2000年（平成12年）3月4日：自動改札機を設置し、供用開始[3]。
- 2009年（平成21年）3月1日：ICカードSUGOCAの利用を開始[4]。
- 2022年（令和4年）3月11日：きっぷうりばの営業終了[5]。

### 駅名の由来
開業当初の地名（筑紫郡大宰府町字水城）が由来。
元々は御笠郡水城村で、古代からの国防施設である水城のすぐ傍に造られたことから「水城駅」となった。

## 駅構造
相対式ホーム2面2線を有する地上駅。互いのホームは跨線橋で連絡している。駅舎は駅構内東側に下り（鳥栖方面）ホームに接して存在する。また、カーブ上に位置する為、車掌が乗客の乗降確認をする為のモニターが設置されている。
2023年9月30日まではJR九州サービスサポートが駅業務を行う業務委託駅であった。サポート機能付指定席券売機のなんでも私に聞いてください！「ど～ぞ」、自動改札機等が設置されている。

### のりば
| のりば | 路線       | 方向 | 行先             |
| ------ | ---------- | ---- | ---------------- |
| 1      | 鹿児島本線 | 下り | 二日市・鳥栖方面 |
| 2      | 鹿児島本線 | 上り | 博多・小倉方面   |

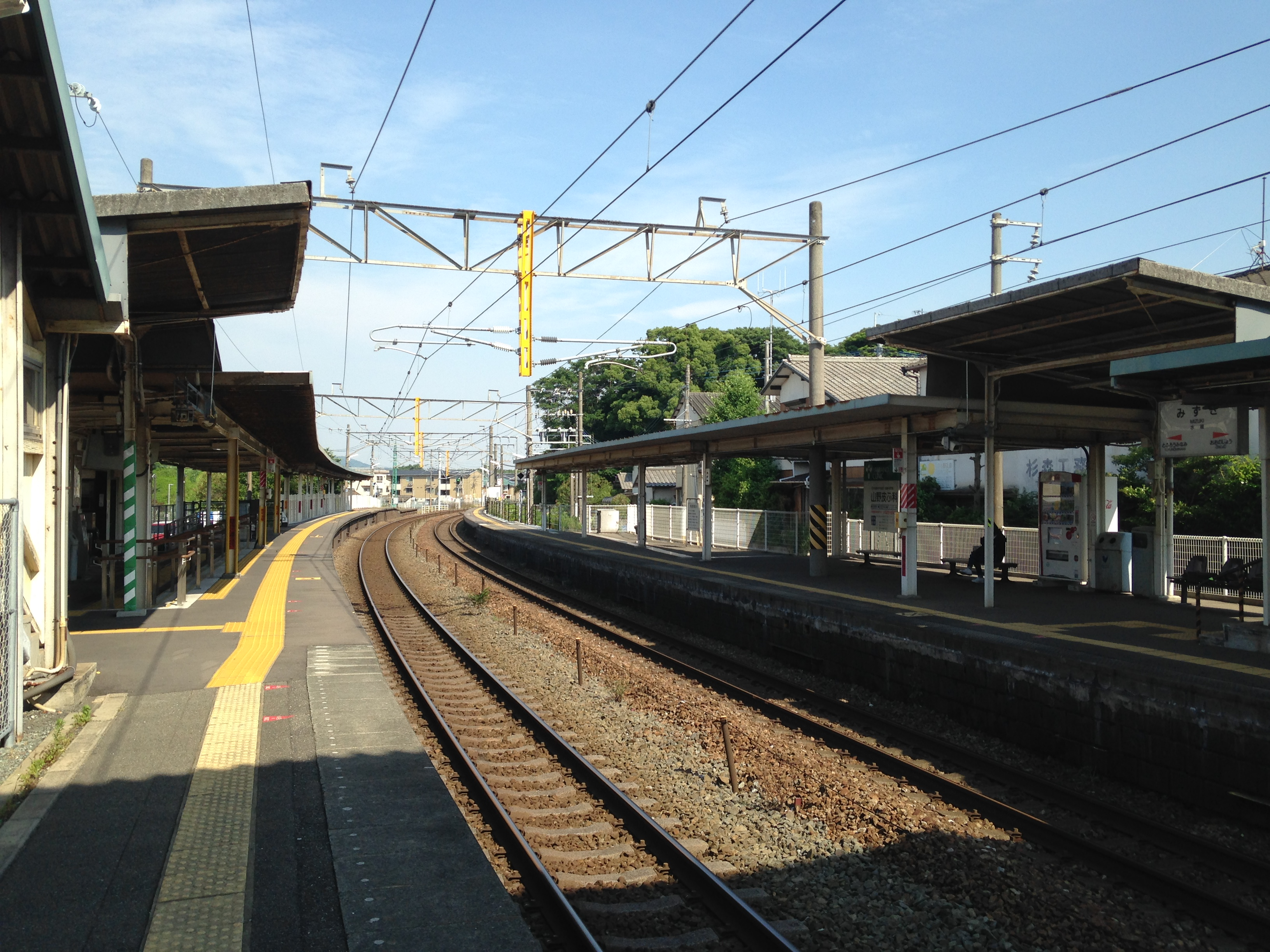
ホーム（2016年6月）
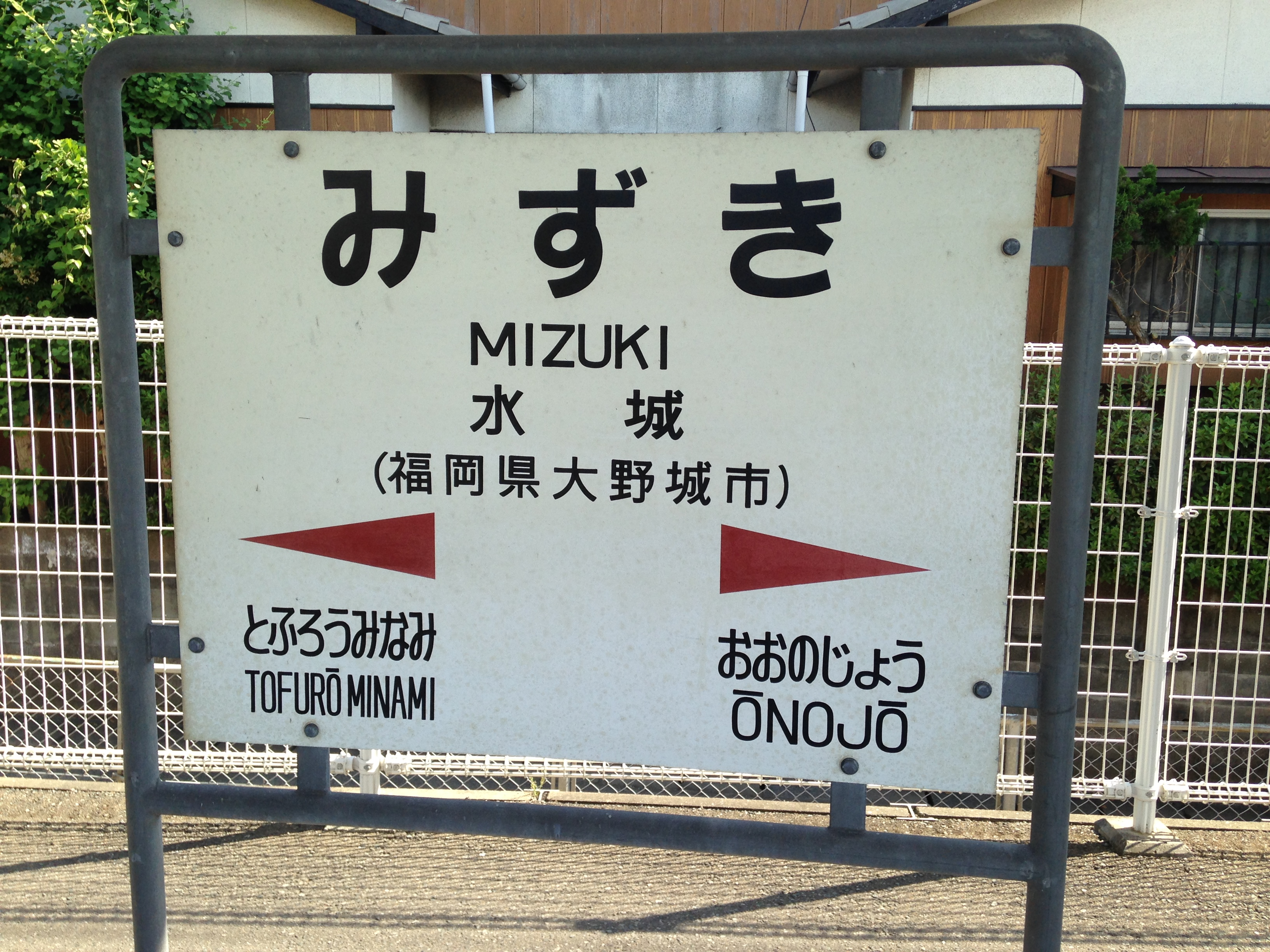
駅名標（2016年6月）

## 利用状況
2020年（令和2年）度の1日平均乗車人員は1,661人であり、JR九州の駅としては第86位である。
近年の1日平均乗車人員は以下の通り。
| 年度               | 1日平均 乗車人員 |
| ------------------ | ---------------- |
| 2016年（平成28年） | 2,005            |
| 2017年（平成29年） | 2,082            |
| 2018年（平成30年） | 2,077            |
| 2019年（令和元年） | 2,095            |
| 2020年（令和 2年） | 1,661            |
| 2021年（令和 3年） | 1,724            |
| 2022年（令和 4年)  | 1,911            |
| 2023年（令和 5年） | 2,057            |

## 駅周辺

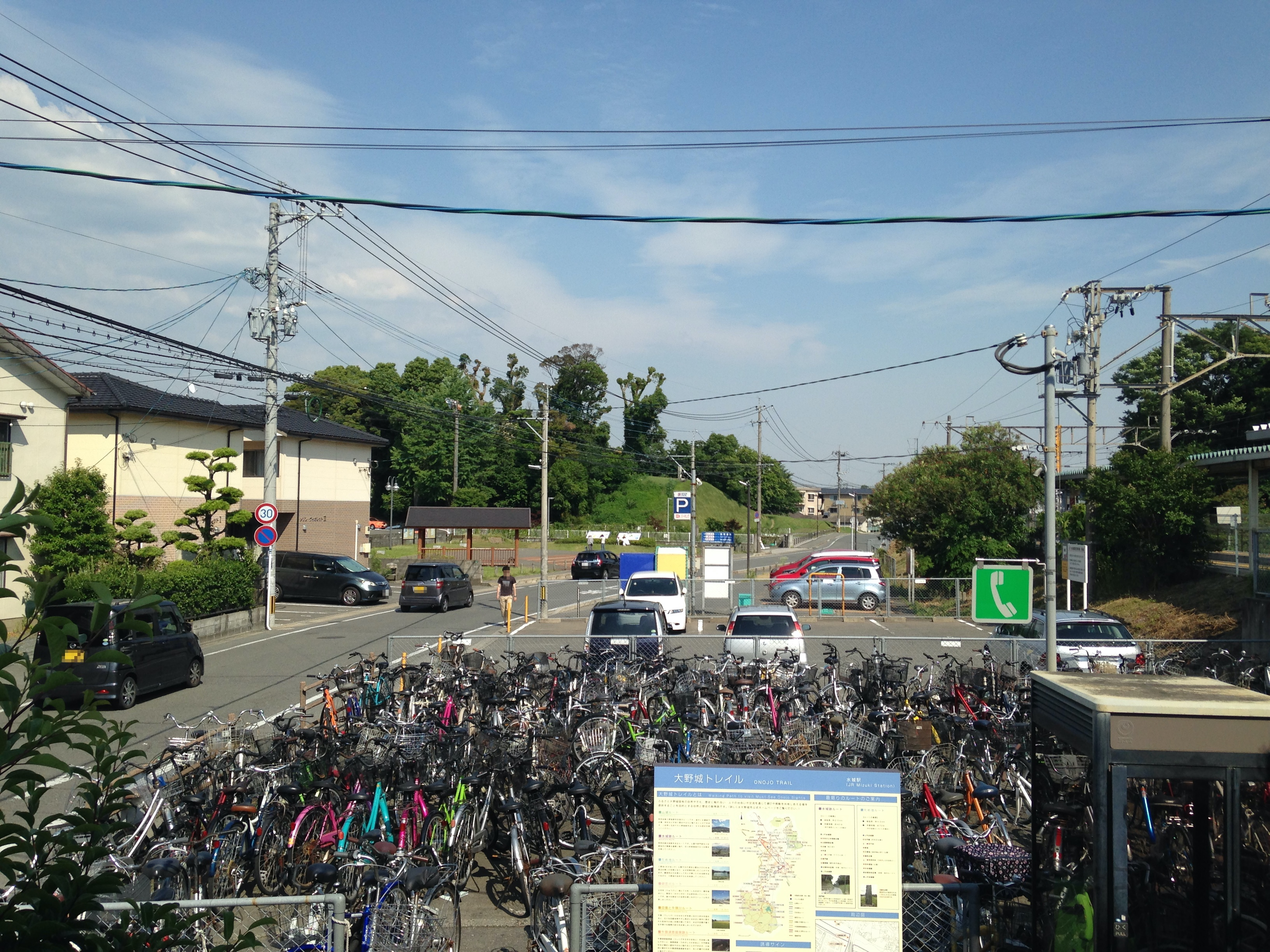
水城駅前より望む水城跡

大野城市中央部に立地する。線路に並行する駅前の道路を下り方向に200 m程歩くと太宰府市に入る。駅周辺は住宅地であるが、駅前に発着するバス路線はなく、幹線道路からも外れているため、当駅と600 m程しか離れていない西鉄下大利駅周辺地域に比べて非常に閑静である。
- 水城跡（特別史跡）
- 南福岡自動車学校
- 西鉄天神大牟田線 下大利駅
- 三浦鏝絵（みうらこてえ）美術館[8]

## 隣の駅
九州旅客鉄道（JR九州）
 鹿児島本線
■快速・■区間快速
通過
■普通
大野城駅 (JB05) - 水城駅 (JB06) - （太宰府信号場） - 都府楼南駅 (JB07)